# Handball-Oberliga Rheinland-Pfalz/Saar 2018/19
Die Handball-Oberliga Rheinland-Pfalz/Saar 2018/19 wurde unter dem Dach der Handball-Landesverbände Rheinhessen (HVR), Rheinland (HVRL), Pfalz (PfHV) und Saar (HVS) organisiert. Sie ist die höchste Spielklasse des Verbundes und war unterhalb der Regionalliga als vierthöchste Spielklasse im deutschen Ligensystem eingestuft.

## Saisonverlauf
Die Handball-Oberliga Rheinland-Pfalz/Saar 2018/19 war die siebzehnte Ausspielung dieser Handballliga.

## Modus
Sechzehn Mannschaften (Frauen vierzehn) spielten eine Hin- und Rückrunde. Nach Abschluss der daraus resultierenden Spieltage sind der Meister in die 3. Liga aufgestiegen und die beiden letztplatzierten Mannschaften in die Liga ihrer Landesverbände abgestiegen. Der Modus war für Männer- und Frauenteams gleich.

## Teilnehmer
Nicht mehr dabei waren die Auf- und Absteiger der Vorsaison. Neu hinzu kam der Absteiger (A) aus der 3. Liga und die Aufsteiger (N) aus den Ligen der Landesverbände.

### Abschlussplatzierungen
| Männer  1. TV Hochdorf (A) - 2. MSG HF Illtal - 3. SV 64 Zweibrücken - 4. DJK SF Budenheim - 5. SG Saulheim - 6. HSG Rhein-Nahe Bingen - 7. TV 1886 Offenbach - 8. TV 05 Mülheim - 9. VTV Mundenheim - 10 HSG Worms - 11 HSG Eckbachtal (N) - 12 HSG Völklingen - 13 HSG Kastellaun/Simmern - 14 HV Vallendar  15 TV Homburg (N)  16 TSG Friesenheim II | Frauen  HSG Marpingen/Alsweiler - 2. HSG Hunsrück - 3. SV 64 Zweibrücken - 4. TSG Friesenheim - 5. HSG Wittlich - 6. TV Bassenheim 1911 - 7. SG Ottersheim/B./K./Z. (A) - 8. TG Waldsee 1922 - 9. TG 1848 Osthofen - 10 FSG Arzheim/Moselweiß - 11 HSV Viktoria Püttlingen - 12 DJK SF Budenheim (N) - 13 VTV Mundenheim  14 TV 1879 Engers (N) |

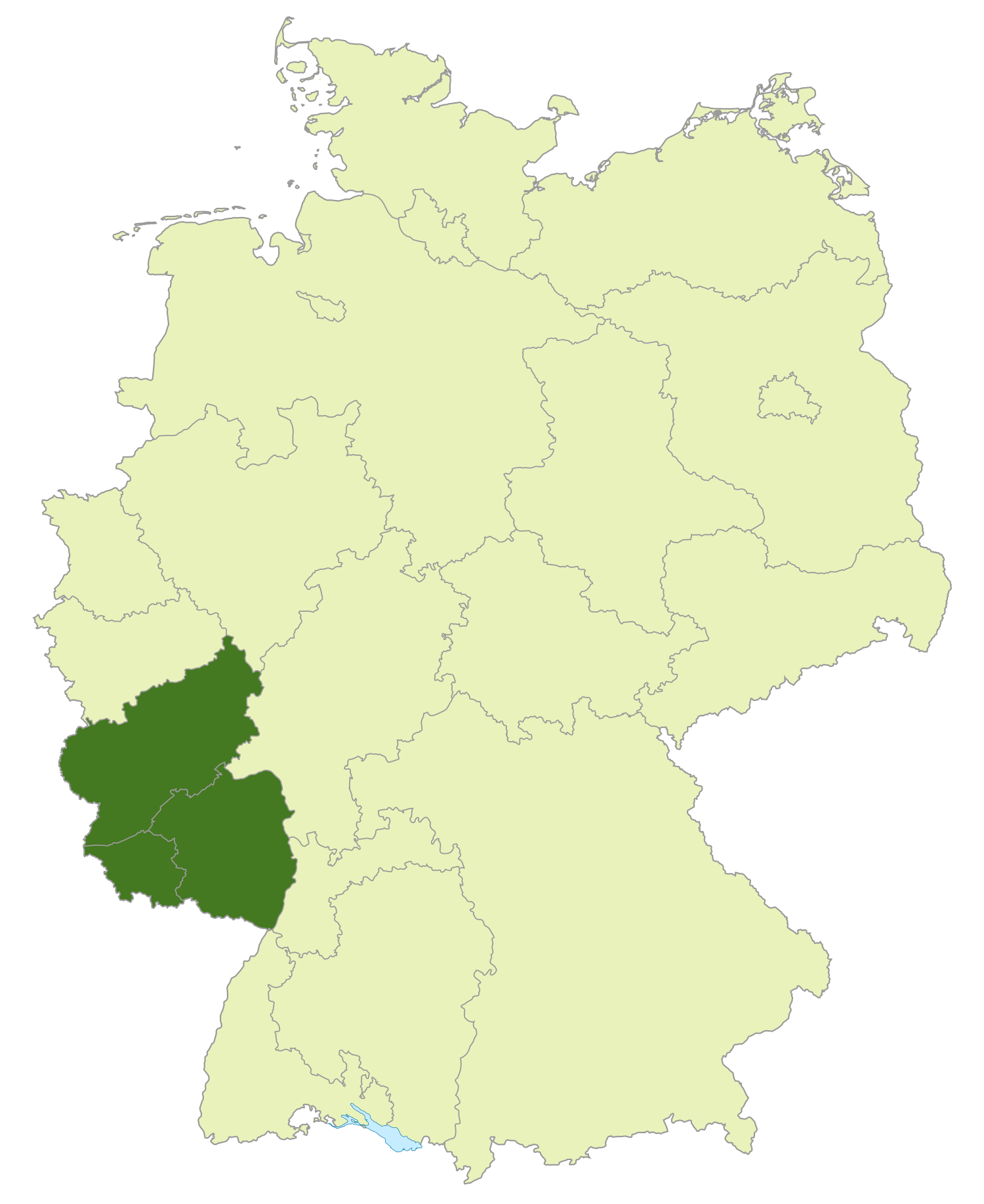
Bereich der Handball-Oberliga
Rheinland-Pfalz / Saarland

- Für die Oberliga 2019/20 qualifiziert